# 줄무늬땅다람쥐속
줄무늬땅다람쥐속(Lariscus)은 다람쥐과 칼로스키우루스아과에 속하는 설치류 속 분류군이다. 동남아시아에서만 발견되는 4종을 포함하고 있다.

## 하위 종
- 네줄무늬땅다람쥐 (L. hosei) - 보르네오섬 북부
- 세줄무늬땅다람쥐 (L. insignis) - 말레이반도, 수마트라섬, 자와섬, 보르네오섬
- 니오베땅다람쥐 (L. niobe) - 수마트라섬, 자와섬
- 믄타와이세줄무늬다람쥐 (L. obscurus) - 믄타와이 제도